# زکریا ابروایی
زکریا ابروایی (انگلیسی: Zakariya Abarouai؛ زادهٔ ۳۰ مارس ۱۹۹۴) بازیکن فوتبال اهل فرانسه است.